# Puente de Santa Catalina
El puente de Santa Catalina es un puente sobre el río Urumea situado en la ciudad española de San Sebastián.

## Descripción
El puente de Santa Catalina, diseñado para salvar el río Urumea a su paso por la ciudad española de San Sebastián, se habría erigido por primera vez en madera en el siglo XIV. Fue pasto de las llamas tanto durante el asedio de 1813, en la guerra de la Independencia Española, como en 1835, en el marco de la primera guerra carlista. Se reconstruyó en más de una ocasión; solo entre los años 1800 y 1870 habría habido hasta siete puentes de madera del mismo nombre. Hacia mediados del siglo XIX, disponía de espacio tanto para carretera como para que paseasen peatones. Aparece descrito en el decimocuarto volumen del Diccionario geográfico-estadístico-histórico de España y sus posesiones de Ultramar de Pascual Madoz, en la entrada correspondiente a San Sebastián, con las siguientes palabras:

Puente de Sta. Catalina sobre el Urumea. Es de madera con sus dos estribos de piedra de sillería; de construccion sencilla al par que sólida, con una estension de 440 pies, divididos en ocho tramos de á 55, y 24 de ancho: pasa por él la carretera, y á uno y otro lado hay andenes para peatones. Durante la dominacion francesa de Napoleon se construyó un magnífico puente de madera, que fue quemado por los defensores de la plaza en el sitio de 1813: desde entonces existió hasta 1819 un puente provisional, en cuyo año la Junta de obras y el ayunt. procedieron con sus arbitrios á construir otro hermoso puente de madera, al que en 1823 se cortaron dos arcos ó tramos, y en 1835 fue quemado por los defensores de la plaza al aproximarse los carlistas, no habiéndose aun concluido de pagar su coste, que fue de 967,032 reales. Por mayo de 1836 el general Evans erigió un puente para las operaciones del ejército, y el ayunt. y vecindario tuvieron que sufrir este nuevo gravámen; mas como entonces no se pudieron proporcionar los materiales á propósito para una buena construccion, la empresa de la actual carretera que conduce á Francia ha tenido que costear un puente casi enteramente nuevo, que es el que describimos, aprovechando del anterior tan solo algunos pies derechos.
(Madoz, 1849, p. 33)

Se habrían venido esbozando planes para levantar un puente en piedra ya desde mediados del siglo XVII. De estilo neoclásico, este, que tomó el mismo nombre, se construyó siguiendo los planos del arquitecto Antonio Cortázar y se inauguró en 1872. El último puente de madera terminó de desmontarse dos años después.